# Остри пазлак
Остри пазлак е село в Южна България. То се намира в община Смолян, област Смолян.

## География
Село Остри Пазлак се намира в планински район.